# Cent millions ont disparu

Cent millions ont disparu (titre original : La congiuntura) est un film franco-italien réalisé par Ettore Scola, sorti en 1964 en Italie.

## Synopsis
Don Giuliano Niccolini Borges (Vittorio Gassman), éminent personnage de la garde pontificale courtise Jane (Joan Collins), une jeune fille anglaise qui accepte de l'accompagner en Suisse. Contrairement à Don Giuliano qui ne pense qu'à « l'affaire », Jane veut profiter du passage pour passer en Suisse le butin d'un vol. Les deux sont suivis à distance par Sandro (Jacques Bergerac), ancien petit ami de Sandra qui pense récupérer la mise. Mais une fois que la douane est passée sans encombre grâce à la plaque diplomatique de la voiture, Jane s'enfuit en voiture abandonnant les deux prétendants...

## Fiche technique
- Titre : Cent millions ont disparu
- Titre original : La congiuntura
- Réalisation : Ettore Scola
- Scénario : Ettore Scola et Ruggero Maccari
- Production : Mario Cecchi Gori
- Maison de production :Compagnia Edizioni Internazionali Artistiche Distribuzione
- Musique : Luis Enríquez Bacalov
- Photographie : Alessandro D'Eva
- Scénographie : Arrigo Breschi
- Montage : Marcello Malvestito
- Costumes : Ugo Pericoli
- Pays de production :  Italie |  France
- Format : couleurs - 2,35:1
- Genre : Comédie
- Durée : 110 minutes
- Date de sortie : 1964
  - Italie : 29 décembre 1964
  - France : 30 juin 1965
  - États-Unis : octobre 1965

## Distribution
- Vittorio Gassman : Giuliano
- Joan Collins : Jane
- Jacques Bergerac : Sandro
- Hilda Barry : Dana
- Pippo Starnazza : Francesco
- Dino Curcio : Salerno
- Aldo De Carellis : Eduardo
- Alfredo Marchetti :
- Halina Zalewska : Luisetta
- Ugo Fangareggi :
- Maurice Rosemberg :
- Paolo Bonacelli : Zenone
- Renato Montalbano : Dino
- Marino Masè : Jacopo
- Adolfo Arturo Eibenstein : Enrico